# Тинян (Копер)
Тинян (словен. Tinjan) — поселення в общині Копер, Регіон Обално-крашка, Словенія. Висота над рівнем моря: 361,9 м.